# اچ‌دی ۱۵۲۴۷۸
اچ‌دی ۱۵۲۴۷۸ یک ستاره است که در صورت فلکی آتشدان قرار دارد.